# فريدريك مارج

## طفولته ونشأته
أرنيست فريدريك ماكنتاير بايكل واسم الشهرة فريدريك مارش Fredric March ممثل مسرح وسينما أمريكي ولد بمدينة راسين راسين (مدينة)
في 31 أغسطس 1897 في ولاية ويسكونسن  وتوفي بمدنية لوس أنجلوس بولاية كاليفورنيا في 14 أبريل 1975 بالولايات المتحدة. 

الشقيق الأصغر من بين ثلاثة أبناء وكان والده تاجر جملة متدينا ووالدته مدرسة. انضم فريدريك مارش للجيش الأمريكي في ربيع عام 1918 برتبة ملازم في سلاح المدفعية الأمريكية إلا أنه لم يشارك في الحرب العالمية الأولى (1914 – 1918). التحق بعد انتهاء الحرب بجامعة ويسكونسن حيث تخرج منها بشهادة البكالوريوس في الاقتصاد وانضم لسيتي بنك في عام 1920 وكان يأمل الدخول في عالم المال والتجارة.، شارك مارش في أول عمل مسرحي له في عام 1920، وأحترف مهنة التمثيل في عام 1926 بعد القيام ببطولة أول عمل مسرحي له وكان العمل باسم الشيطان في الجبن.

## حياته الزوجية
تزوج مارش مرتين المرة الأولى من إليس بيكر حيث تزوج منها في عام 1921 وطلق منها في عام 1927، ثم تزوج للمرة الثانية في نفس العام من الممثلة الأمريكية فلورينس إلدريدج Florence Eldridge  
، وبقت معه حتى وفاته في عام 1975. لم ينجب مارش من زوجته الثانية أية أطفال إلا أنهما تبنيا طفلين.

## مسيرته الفنية وأعماله وجوائزه
قام فريدريك مارش علي مدى حياته الفنية التي امتدت خمسة عقود من التمثيل والمشاركة في أكثر من سبعين فيلم، وذلك بالإضافة إلي العديد من الأعمال المسرحية. ويعد فريدريك مارش من بين أبرز ممثلي الشاشة الفضية الأمريكية في هوليوود خلال عقدي الثلاثينيات والأربعينيات.
رشح للفوز بجائزة الأوسكار ثلاثة مرات عن فئة أحسن ممثل الأولى في عام 1930 وذلك عن دوره في فيلم العائلة الملكية في برودواي ، والمرة الثانية في عام 1938 عن دوره في فيلم مولد نجم، والمرة الثالثة في عام 1952 عن دوره في فيلم موت تاجر متجول. 

فاز فريدريك مارش بجائزة الأوسكار عن فئة أحسن ممثل مرتين، الأولى في عام 1932 عن دوره في فيلم الدكتور جاكيل ومستر هايد ، والثانية في عام 1947 عن دوره في فيلم أحسن سنوات عمرنا  كما يعد فريدريك مارش من بين الممثلين القلائل الذين حصلوا مرتين علي كل من جائزة الأوسكار وجائزة أنطوانيت بيري للتميز في مجال المسرح والمعروفة باسم  وقد خلدت مدينة «راسين» ذكراه بأن أنشأت له مسرحين باسمه.

## روابط خارجية
- فريدريك مارج على موقع IMDb (الإنجليزية)
- فريدريك مارج على موقع الموسوعة البريطانية (الإنجليزية)
- فريدريك مارج على موقع روتن توميتوز (الإنجليزية)
- فريدريك مارج على موقع مونزينجر (الألمانية)
- فريدريك مارج على موقع ألو سيني (الفرنسية)
- فريدريك مارج على موقع ميوزك برينز (الإنجليزية)
- فريدريك مارج على موقع تيرنر كلاسيك موفيز (الإنجليزية)
- فريدريك مارج على موقع أول موفي (الإنجليزية)
- فريدريك مارج على موقع قاعدة بيانات برودواي على الإنترنت (الإنجليزية)
- فريدريك مارج على موقع قاعدة بيانات الأفلام السويدية (السويدية)